# Tesco-buszok (Kecskemét)
A kecskeméti Tesco-buszok a Budai úti Tesco Áruház és a hunyadivárosi Köztemető, illetve az erzsébetvárosi Kurucz tér között közlekedtek.

## Története
2000-ben – a bevásárlóközpont megnyitásakor – vezették be a két viszonylatot. (Ugyanekkor a 10-es busz útvonalát meghosszabbították.)

## Útvonala
| Köztemető – Tesco: | Tesco – Köztemető: | Kurucz tér – Tesco: | Tesco – Kurucz tér: |
| --- | --- | --- | --- |
| - Köztemető I. kapu - Szilágyi Erzsébet utca - Mátyás király körút - Hunyadi ABC - Liszt Ferenc utca - Serleg utca - Ceglédi út - Noszlopy Gáspár park - Bethlen körút - Budai kapu - Budai út - Akadémia körút - Irinyi út - Március 15. utca - Budai út - Tesco | - Tesco - Budai út - Március 15. utca - Irinyi út - Akadémia körút - Budai út - Budai kapu - Bethlen körút - Noszlopy Gáspár park - Ceglédi út - Serleg utca - Liszt Ferenc utca - Hunyadi ABC - Mátyás király körút - Szilágyi Erzsébet utca - Köztemető I. kapu | - Kurucz tér - Erzsébet körút - Kossuth körút - Mária körút - Nyíri út - Akadémia körút - Irinyi út - Március 15. utca - Budai út - Tesco | - Tesco - Budai út - Március 15. utca - Irinyi út - Akadémia körút - Nyíri út - Mária körút - Kossuth körút - Erzsébet körút - Kurucz tér |

## Külső hivatkozások
- A kecskeméti TESCO járatok menetrendje